# Milutin Garašanin (archéologue)
Pour les articles homonymes, voir Famille Garašanin.
Ne doit pas être confondu avec Milutin Savić Garašanin ou Milutin Garašanin (homme politique).
Milutin Garašanin (en serbe cyrillique : Милутин Гарашанин ; né le 11 septembre 1920 à Belgrade - mort le 4 avril 2002 à Belgrade), est un archéologue serbe. Il a été membre de l'Académie serbe des sciences et des arts (SANU).

## Biographie
Milutin Garašanin est né à Belgrade dans la famille Garašanin, dont les membres les plus célèbres sont Milutin Savić Garašanin (en) (1762-1842), obor-knez de Jasenica et membre du Conseil national sous le règne du prince Miloš Ier Obrenović, Ilija Garašanin (1812-1874), qui par deux fois a été premier ministre de la principauté de Serbie, et Milutin Garašanin (en) (1843-1898), qui a été premier ministre du royaume de Serbie et académicien.